# 프로게이머
프로게이머(영어: professional gamer)는 PC 게임 혹은 온라인 게임의 게임 플레이를 직업으로 삼는 자를 뜻한다.

## 상세
1999년 전략시뮬레이션 게임인 스타크래프트가 인기를 얻기 시작하면서 스타크래프트 프로게이머들이 조금씩 늘어나기 시작했고 2000년 프로게이머라는 직업이 만들어졌다. 해당 시기에 프로게이머들의 활동 형태는 개인에서 단체로 변화했고, 처음에는 개인으로 활동하던 프로게이머들이 '길드'라는 동호회를 구성했고, 길드와 계약을 맺은 기업을 매개로 프로게임단이 결성되었다.
국내 최초의 프로게임단은 하나로통신 게임단으로, 프로게이머들과 직접 연봉 계약을 체결하여 게임단을 운영하게 되었다.
2003년 대한민국 케이블 TV방송에서 방영하는 전문 게임채널인 온게임넷에서 프로게임단들의 스타크래프트 프로리그 방송을 계기로 프로게이머에 대한 인지도가 높아졌고, 이로 인해 프로게임단들도 속출됐다. 
스타크래프트뿐만 아니라 임진록, 스타크래프트2, 리그 오브 레전드, 던전앤파이터 등 또 다른 종목들도 새로이 채택되어 스타크래프트 외에 다른 게임 종류에서 프로게이머로 활동하는 사람들이 늘어났다.

## 같이 보기
- 프로게이머 목록